# Clystea sanguiflua
Clystea sanguiflua är en fjärilsart som beskrevs av Hübner-geyer 1832. Clystea sanguiflua ingår i släktet Clystea och familjen björnspinnare. Inga underarter finns listade i Catalogue of Life.